# SN 2010dt
SN 2010dt – supernowa typu Ia odkryta 1 czerwca 2010 roku w galaktyce PGC0058829. W momencie odkrycia miała maksymalną jasność 18,60m.